# Marcel Mennesson
Pour les personnes ayant le même patronyme, voir Mennesson.
Marcel Louis Mennesson, né le 30 avril 1884 à Villeneuve-sous-Dammartin et mort le 18 avril 1976 dans le 16e arrondissement de Paris, est un industriel et inventeur français dans le secteur de la mécanique.

## Enfance
Marcel Mennesson est le cinquième et dernier enfant d'une « famille constituée de quatre filles »,. Son père meurt alors qu'il n'a que 14 ans, sa plus jeune sœur décide alors « de travailler dans une maison de confection de chapeaux pour payer les études de son frère ».

## Formation
Marcel Mennesson est ingénieur des Arts et Manufactures. Il est admis à l'École Centrale en 1902, à 18 ans, 9e sur 250. Il y fera connaissance de son futur associé Maurice Goudard qui sera diplômé, comme lui, en 1905.

## Carrière
Marcel Mennesson dépose le 14 juin 1910, avec Maurice Goudard, la marque Solex ayant pour objet de fournir des « pièces détachées et accessoires pour automobiles et motocycles ».
Durant la Première Guerre mondiale, il est affecté au magasin central automobile et prend « le commandement du s[ervi]ce du stock [du] magasin [de la] Tombe-Issoire ».
L'invention du carburateur pour automobiles Solex se répand dans le monde entier par l'établissement de filiale des usines de Neuilly-sur-Seine à Londres, Berlin et Turin et de licence aux États-Unis. Vers 1936, « ces usines assurent la carburation de plus de 200 constructeurs d'automobiles françaises et étrangères ».
Marcel Mennesson invente aussi le micromètre pneumatique  qui permet de mesurer « des diamètres et des longueurs, avec une précision supérieure au millième de millimètre ». Cet appareil « fait l'objet d'une communication à l'Académie des Sciences » le 25 avril 1932 ; sa mise au point s'achève vers 1935. Le dossier établit pour la nomination à la Légion d'honneur ajoute : « des licences en ont été données dans les pays industriels, y compris la Russie et le Japon ».
Dès 1916, avec le brevet d'invention portant sur les « perfectionnements apportés aux moyens pour actionner les roues motrices des véhicules, et, en particulier, des motocyclettes » demandé le 4 octobre 1916, puis avec le brevet sur les « perfectionnements apportés aux motocyclettes » demandé le 31 décembre 1918, Marcel Mennesson s'intéresse à la motorisation des deux-roues. Ces recherches verront le jour après la Seconde Guerre mondiale avec la mise au point du VéloSolex.
Il crée en 1942 la société SIFAC (VéloSolex).

## Distinctions
Marcel Mennesson est nommé Chevalier de la Légion d'honneur le 31 décembre 1927, Officier de la Légion d'honneur le 22 janvier 1936 et Commandeur de la Légion d'honneur le 29 octobre 1952.

## Sources et références